# Funso Ojo
Funso-King Ojo (* 28. August 1991 in Antwerpen) ist ein belgischer Fußballspieler, der zuletzt beim FC Aberdeen unter Vertrag stand.

## Karriere

### Verein
Funso Ojo der teils nigerianische Vorfahren hat begann seine Karriere in seinem Geburtsland Belgien. Über den kleinen Stadtteilverein von Antwerpen Olse Merksem SC kam er zu Germinal Beerschot. Für den Verein aus Antwerpen spielte er bis zum Jahr 2004 in deren Jugendmannschaften. Danach folgte ein Wechsel innerhalb seiner Jugendzeit zum niederländischen Topverein, der PSV Eindhoven. Hier debütierte er am 5. Mai 2009 unter dem erfahrenen Trainer Huub Stevens in der Profimannschaft. Im Spiel der Eredivisie gegen Willem II Tilburg wurde Ojo in der 84. Spielminute für Jason Culina eingewechselt. In den folgenden Jahren kam er in Eindhoven unter dem neuen Trainer Fred Rutten nur sporadisch auf seine Einsätze. Im Jahr 2011 war er kurzzeitig an VVV-Venlo verliehen. 
2012 kehrte er für zwei Jahre zurück nach Belgien. Nach einer Saison bei seinem Jugendverein Beerschot dem 2013 die Lizenz verweigert wurde, trat er im darauf folgenden halben Jahr für den Stadtrivalen Royal Antwerpen an. Im Januar 2014 wechselte der defensive Mittelfeldspieler zum niederländischen Zweitligisten FC Dordrecht. Mit dem Verein stieg er am Ende der Saison 2013/14 in die Eredivisie auf. Nachdem die Mannschaft im Jahr darauf als Tabellenletzter wieder abgestiegen war verblieb Ojo in der ersten Liga. Er schloss sich für zwei Spielzeiten Willem II Tilburg an. 
Im Juli 2017 wechselte der 25-Jährige nach England.
Bei Scunthorpe United war er über zwei Spielzeiten Stammspieler, ehe sich der schottische Erstligist FC Aberdeen seine Dienste für eine sechsstellige Ablösesumme sicherte. Für die Dons debütierte er im Juli 2019 im Europapokal gegen Satschchere aus Georgien.
Im Januar 2021 wurde Ojo an den englischen Drittligisten Wigan Athletic verliehen.

### Nationalmannschaft
Zwischen den Jahren 2005 und 2011 spielte Ojo für den belgischen Fußballverband. Nach seinem Debüt in der U-15 im Jahr 2005, spielte er ab 2006 in der U-16. 2017 folgte sein erstes Länderspiel in der U-17-Auswahlmannschaft. Nach zwei Jahren Pause spielte Ojo in den Jahren 2010 und 2011 in der U-20 und U-21 von Belgien.